# Thügim
A thügim (hangul: 튀김) a korea gasztronómiában a bő olajban, bundában vagy anélkül sütött ételeket jelöli. Zöldségeket, tenger gyümölcseit és mandut is készítenek ilyen módon. Az így készült zöldségfélék elnevezése pugak. Szójaszószba vagy ttokpokki-szószba mártogatva fogyasztják.

## Készítése
A tempurához hasonlóan a sütnivalót liszt, tojás, víz és só keverékéből álló híg tésztában megforgatják, majd 170–190 C°-os, forró, bő olajban kisütik. Másik módja a sütésnek, hogy tészta helyett előre elkészítve kapható, ízesített morzsakeverékbe forgatják az előzőleg tojásba mártott sütnivalót.